# Fricativa glotal sonora
La transición glotal aspirada sonora, comúnmente llamada fricativa glotal sonora, es un tipo de sonido usado en algunas lenguas, que se acerca a una fricativa o a una consonante aproximante a nivel fonológico, pero que generalmente carece de las características fonéticas normales de una consonante. El símbolo dentro del Alfabeto Fonético Internacional que lo representa es [ɦ] y su equivalente en X-SAMPA es h\.
En varios idiomas, [ɦ] no tiene punto ni modo de articulación. Por ende, se la ha descrito como la contraparte susurrada de la siguiente vocal desde el punto de vista fonético. Sin embargo, sus características también se ven influidas por las vocales precedentes y otros sonidos que la rodean. Por eso, se la puede describir como un segmento cuya única característica definida es su fonación susurrada en dichas lenguas. Puede realmente tener constricción glotal en algunos idiomas, como en el finlandés, lo que la hace fricativa.  Por otra parte, el peve contrasta las fricativas glotales sonora y sorda.

## Características
- No tiene un modo de articulación definido al producirse por un estado de transición de la glotis, se denomina fricativa por razones históricas y no describe una constricción o una turbulencia.
- Es una consonante sonora, es decir que hay vibración de las cuerdas vocales.
- Tampoco tiene un punto de articulación definido, el término glotal se refiere a la naturaleza de su fonación.
- Es una consonante oral, por lo cual el aire sale por la boca, no por la nariz.
- Es una consonante pulmonar, por lo que el aire de su pronunciación proviene directamente de los pulmones, sin involucrar al aire almacenado en la boca, ni es una consonante de tipo clic.

## Usos
| Idioma      | Idioma                       | Palabra             | AFI            | Significado                  | Notas |
| ----------- | ---------------------------- | ------------------- | -------------- | ---------------------------- | --- |
| Euskera     | Dialectos del noreste        | hemen               | [ɦemen]        | 'aquí'                       | Puede ser también el sonido sordo h. |
| Chino       | Wu                           | 閒話                | [ɦɛɦʊ]         | 'idioma'                     | |
| Checo       | Checo                        | hlava               | [ˈɦlava]       | 'cabeza'                     | |
| Danés       | Danés                        | Mon det har regnet? | [- d̥e̝ ɦɑ -]    | 'Me pregunto si ha llovido'. | Alófono común de /h/ entre vocales. |
| Neerlandés  | Neerlandés                   | haat                | [ɦaːt]         | 'odio'                       | |
| Inglés      | Australiano                  | behind              | [bəˈɦɑe̯nd]     | 'detrás'                     | Alófono de /h/ entre sonidos sonoros. Véase Fonología del inglés                                                                                   |
| Inglés      | Pronunciación recibida       | behind              | [bɪˈɦaɪ̯nd]     | 'detrás'                     | Alófono de /h/ entre sonidos sonoros. Véase Fonología del inglés                                                                                   |
| Inglés      | Sudafricano                  | hand                | [ˈɦɛn̪t̪]        | 'mano'                       | En algunos hablantes, después de una vocal acentuada.                                                                                              |
| Estonio     | Estonio                      | raha                | [rɑɦɑ]         | 'dinero'                     | Alófono de /h/ entre sonidos sonoros. |
| Finlandés   |                              | raha                | [rɑɦɑ]         | 'dinero'                     | Alófono de /h/ entre sonidos sonoros. |
| Francés     | Quebequés                    | manger              | [mãɦe]         | 'comer'                      | Limitado a una minoría de hablantes. También puede ser pronunciado como una h sorda.                                                               |
| Hebreo      | Hebreo                       | מַהֵר                 | [mäɦe̞r]ⓘ       | 'rápido'                     | |
| Indostánico | Indostánico                  | हूँ / ہوں‎             | [ɦu᷉]           | 'soy'                        | |
| Kalabari    | Kalabari                     | hóín                | [ɦóĩ́]          | 'introducción'               | |
| Coreano     | Coreano                      | 여행 / yeohaeng     | [jʌɦεŋ]        | 'viajar'                     | Se usa como alófono de /h/ entre sonidos sonoros.                                                                                                  |
| Limburgués  | Algunos dialectos            | hart                | [ɦɑ̽ʀ̝t]         | 'corazón'                    | Es un sonido h sordo en otros dialectos. El ejemplo proviene del dialecto de Maastricht.                                                           |
| Lituano     | Lituano                      | humoras             | [ˈɦʊmɔrɐs̪]     | 'humor'                      | Se suele pronunciar en vez de [ɣ]. |
| Polaco      | Dialecto de Podhale          | hydrant             | [ˈɦɘ̟d̪rän̪t̪]     | 'hidrante'                   | Contrasta con x. El polaco estándar solo tiene /x/. Véase Fonología del polaco.                                                                    |
| Polaco      | Kresy                        | hydrant             | [ˈɦɘ̟d̪rän̪t̪]     | 'hidrante'                   | Contrasta con x. El polaco estándar solo tiene /x/. Véase Fonología del polaco.                                                                    |
| Portugués   | Varios dialectos de Brasil   | esse rapaz          | [ˈesi ɦaˈpajs] | 'este joven' (m.)            | Alófono de /ʁ/. Los sonidos [h, ɦ] son marginales, sobre todo fuera de Brasil. Véase R gutural                                                     |
| Portugués   | Muchos hablantes             | hashi               | [ɦɐˈʃi]        | 'palillos'                   | Alófono de /ʁ/. Los sonidos [h, ɦ] son marginales, sobre todo fuera de Brasil. Véase R gutural                                                     |
| Portugués   | Algunos dialectos brasileños | mesmo               | [ˈmeɦmu]       | 'mismo'                      | Corresponde a /s/ o a /ʃ/ al final de la sílaba, dependiendo del dialecto. También se puede eliminar.                                              |
| Portugués   | Portugués de la costa norte  | gente               | [ˈɦẽ.t͡ʃi]      | 'gente'                      | En este dialecto, existe desbucalización de los fonemas [ʒ], [v] y [z] a [ɦ].                                                                      |
| Panyabí     | Panyabí                      | ਹਵਾ                  | [ɦə̀ʋä̌ː]        | 'aire'                       | |
| Rumano      | Dialectos transilvanos       | haină               | [ˈɦainə]       | 'abrigo'                     | Corresponde a h en rumano estándar. Véase Fonología del rumano                                                                                     |
| Silesio     | Silesio                      | hangrys             | [ˈɦaŋɡrɨs]     | 'grosella'                   | |
| Eslovaco    | Eslovaco                     | hora                | [ˈɦɔ̝rä]ⓘ       | 'montaña'                    | |
| Esloveno    | Dialectos del litoral        | hora                | [ˈɦɔra]        | 'montaña'                    | Es una característica general de todos los dialectos eslovenos del oeste de la línea de Škofja Loka–Planina. Corresponde a [ɡ] en otros dialectos. |
| Esloveno    | Dialectos de Rovte           | hora                | [ˈɦɔra]        | 'montaña'                    | Es una característica general de todos los dialectos eslovenos del oeste de la línea de Škofja Loka–Planina. Corresponde a [ɡ] en otros dialectos. |
| Sylheti     | Sylheti                      | ꠢꠥꠐꠇꠤ                 | [ɦuʈki]        | 'pescado disecado'           | |
| Ucraniano   | Ucraniano                    | голос               | [ˈɦɔlɔs]       | 'voz'                        | También se lo describe como ʕ. Véase Fonología del ucraniano                                                                                       |
| Hindi       | Hindi                        | हिन्दी                 | [ɦɪn.d̪iː]      | 'Hindi'                      | |
| Zulú        | Zulú                         | ihhashi             | [iːˈɦaːʃi]     | 'caballo'                    | |